# Gymnastiek op de Olympische Zomerspelen 2016
Gymnastiek is een van de sporten die beoefend werden op de Olympische Zomerspelen 2016 in Rio de Janeiro, Brazilië. De wedstrijden werden gehouden van 6 tot en met 21 augustus in de Rio Arena.
Op de Olympische Spelen wordt in drie gymnastiekdisciplines gestreden: ritmische gymnastiek, trampolinespringen en turnen.
Ritmische gymnastiek is samen met de synchroonzwemmen een sportdiscipline die alleen door vrouwen wordt beoefend op de Olympische Spelen. Na de toevoeging van het vrouwen boksen op de vorige editie zijn het ook de enige sportdisciplines die door een geslacht wordt beoefend.

## Medailles

### Ritmische gymnastiek
| Onderdeel   | Goud | Goud                                                                                         | Zilver | Zilver                                                                        | Brons | Brons                                                                                                  |
| ----------- | ---- | -------------------------------------------------------------------------------------------- | ------ | ----------------------------------------------------------------------------- | ----- | --- |
| Individueel | RUS  | Margarita Mamoen                                                                             | RUS    | Jana Koedrjavtseva                                                            | UKR   | Ganna Rizatdinova                                                                                      |
| Team        | RUS  | Vera Birjoekova Anastasia Bliznjoek Anastasia Maksimova Anastasia Tatareva Maria Tolkatsjova | ESP    | Sandra Aguilar Artemi Gavezou Elena López Lourdes Mohedano XAlejandra Quereda | BUL   | Reneta Kamberova Lyubomira Kazanova Mihaela Maevska-Velichkova Tsvetelina Naydenova Hristiana Todorova |

### Trampoline
| Onderdeel | Goud | Goud                   | Zilver | Zilver      | Brons | Brons   |
| --------- | ---- | ---------------------- | ------ | ----------- | ----- | ------- |
| Mannen    | BLR  | Vladsjislav Gantsjarov | CHN    | Dong Dong   | CHN   | Gao Lei |
|           |      |                        |        |             |       |         |
| Vrouwen   | CAN  | Rosannagh MacLennan    | GBR    | Bryony Page | CHN   | Li Dan  |

### Turnen
Mannen
| Onderdeel     | Goud | Goud                                                                | Zilver | Zilver                                                                             | Brons | Brons                                                   |
| ------------- | ---- | ------------------------------------------------------------------- | ------ | ---------------------------------------------------------------------------------- | ----- | ------------------------------------------------------- |
| Brug          | UKR  | Oleg Vernjajev                                                      | USA    | Danell Leyva                                                                       | RUS   | David Beljavskij                                        |
| Paard voltige | GBR  | Max Whitlock                                                        | GBR    | Louis Smith                                                                        | USA   | Alexander Naddour                                       |
| Rekstok       | GER  | Fabian Hambüchen                                                    | USA    | Danell Leyva                                                                       | GBR   | Nile Wilson                                             |
| Ringen        | GRE  | Eleftherios Petrounias                                              | BRA    | Arthur Zanetti                                                                     | RUS   | Denis Abljazin                                          |
| Sprong        | PRK  | Ri Se-gwang                                                         | RUS    | Denis Abljazin                                                                     | JPN   | Kenzō Shirai                                            |
| Vloer         | GBR  | Max Whitlock                                                        | BRA    | Diego Hypólito                                                                     | BRA   | Arthur Mariano                                          |
| Meerkamp      | JPN  | Kohei Uchimura                                                      | UKR    | Oleg Vernjajev                                                                     | GBR   | Max Whitlock                                            |
| Meerkamp team | JPN  | Ryōhei Katō Kenzō Shirai Yusuke Tanaka Kohei Uchimura Koji Yamamuro | RUS    | Denis Abljazin David Beljavskij Nikolaj Koeksenkov Nikita Nagorny Ivan Stretovitsj | CHN   | Deng Shudi Lin Chaopan Liu Yang You Hao Zhang Chenglong |

Vrouwen
| Onderdeel     | Goud | Goud                                                                             | Zilver | Zilver                                                                             | Brons | Brons                                               |
| ------------- | ---- | -------------------------------------------------------------------------------- | ------ | ---------------------------------------------------------------------------------- | ----- | --------------------------------------------------- |
| Balk          | NED  | Sanne Wevers                                                                     | USA    | Lauren Hernandez                                                                   | USA   | Simone Biles                                        |
| Brug ongelijk | RUS  | Alja Moestafina                                                                  | USA    | Madison Kocian                                                                     | GER   | Sophie Scheder                                      |
| Sprong        | USA  | Simone Biles                                                                     | RUS    | Maria Paseka                                                                       | SUI   | Giulia Steingruber                                  |
| Vloer         | USA  | Simone Biles                                                                     | USA    | Alexandra Raisman                                                                  | GBR   | Amy Tinkler                                         |
| Meerkamp      | USA  | Simone Biles                                                                     | USA    | Alexandra Raisman                                                                  | RUS   | Alja Moestafina                                     |
| Meerkamp team | USA  | Simone Biles Gabrielle Douglas Lauren Hernandez Madison Kocian Alexandra Raisman | RUS    | Angelina Melnikova Alja Moestafina Maria Paseka Daria Spiridonova Seda Toetchalian | CHN   | Fan Yilin Mao Yi Shang Chunsong Tan Jiaxin Wang Yan |

### Medaillespiegel
| Plaats | Land                | NOC    | Goud | Zilver | Brons | Totaal |
| ------ | ------------------- | ------ | ---- | ------ | ----- | ------ |
| 1      | Verenigde Staten    | USA    | 4    | 6      | 2     | 12     |
| 2      | Rusland             | RUS    | 3    | 5      | 3     | 10     |
| 3      | Verenigd Koninkrijk | GBR    | 2    | 2      | 3     | 7      |
| 4      | Japan               | JPN    | 2    | 0      | 1     | 3      |
| 5      | Oekraïne            | UKR    | 1    | 1      | 1     | 3      |
| 6      | Duitsland           | GER    | 1    | 0      | 1     | 2      |
| 7      | Canada              | CAN    | 1    | 0      | 0     | 1      |
| 7      | Griekenland         | GRE    | 1    | 0      | 0     | 1      |
| 7      | Nederland           | NED    | 1    | 0      | 0     | 1      |
| 7      | Noord-Korea         | PKR    | 1    | 0      | 0     | 1      |
| 7      | Wit-Rusland         | BLR    | 1    | 0      | 0     | 1      |
| 12     | Brazilië            | BRA    | 0    | 2      | 1     | 3      |
| 13     | China               | CHN    | 0    | 1      | 4     | 5      |
| 14     | Spanje              | ESP    | 0    | 1      | 0     | 1      |
| 15     | Bulgarije           | BUL    | 0    | 0      | 1     | 1      |
| 15     | Zwitserland         | SUI    | 0    | 0      | 1     | 1      |
| Totaal | Totaal              | Totaal | 18   | 18     | 18    | 54     |

Athene 1896 · 
Parijs 1900 · 
St. Louis 1904 · 
Londen 1908 · 
Stockholm 1912 · 
Antwerpen 1920 · 
Parijs 1924 · 
Amsterdam 1928 · 
Los Angeles 1932 · 
Berlijn 1936 · 
Londen 1948 · 
Helsinki 1952 · 
Melbourne 1956 · 
Rome 1960 · 
Tokio 1964 · 
Mexico-stad 1968 · 
München 1972 · 
Montréal 1976 · 
Moskou 1980 · 
Los Angeles 1984 · 
Seoel 1988 · 
Barcelona 1992 · 
Atlanta 1996 · 
Sydney 2000 · 
Athene 2004 · 
Peking 2008 · 
Londen 2012 · 
Rio de Janeiro 2016 ·
Tokio 2020 ·
Parijs 2024 ·
Los Angeles 2028
Medaillewinnaars: Ritmische gymnastiek · Trampolinespringen · Turnen
Atletiek · Badminton · Basketbal · Boksen · Boogschieten · Gewichtheffen · Golf · Gymnastiek · Handbal · Hockey · Judo · Kanovaren · Moderne vijfkamp · Paardensport · Roeien · Rugby · Schermen · Schietsport · Schoonspringen · Synchroonzwemmen · Taekwondo · Tafeltennis · Tennis · Triatlon · Voetbal · Volleybal · Waterpolo · Wielersport · Worstelen · Zeilen · Zwemmen